# Кермек Маєра
Кермек Маєра (Limonium scoparium (Pall. ex Willd.) Stankov, syn. Limonium meyeri (Boiss.) Kuntze) — вид квіткових рослин родини кермекових (Plumbaginaceae).

## Біоморфологічна характеристика
Це багаторічна рослина 30–80 см заввишки. Листки та стебла голі; чашка запушена лише по 2 жилках, 4–4.5 мм завдовжки. Прикореневі листки від подовжено-еліптичних до зворотно-яйцювато-еліптичних, 8–35 × 1.5–7 см.

## Поширення
Росте у західному Середземномор'ї, Чорномор'ї, Прикаспії.
В Україні вид росте на солончаках, солонцюватих степах — на всьому узбережжю Чорного та Азовського морів (крім ПБК), звичайно; заходить у пониззя Дніпра.